# 斯泰因·埃里克森
斯泰因·埃里克森（挪威語：Stein Eriksen，1927年12月11日—2015年12月27日），挪威男子高山滑雪运动员。他曾代表挪威参加1948年和1952年冬季奥林匹克运动会高山滑雪比赛，共获得一枚金牌和一枚银牌。

## 外部連結
- 斯泰因·埃里克森在國際滑雪總會
- Stein Eriksen Ski Films （页面存档备份，存于）
- 斯泰因·埃里克森在Sports Reference
- 斯泰因·埃里克森在FIS (alpine)（英语）
- 斯泰因·埃里克森在Olympics.com（英语）
- 斯泰因·埃里克森在Olympedia（英语）
- 斯泰因·埃里克森在Chinese Olympic Committee (archived)（英语）